# Valerius Timotheus
Valerius Timotheus (sein Praenomen ist nicht bekannt) war ein im 2. oder 3. Jahrhundert n. Chr. lebender Angehöriger des römischen Ritterstandes (Eques).
Durch eine Inschrift, die beim Kastell Vetus Salina gefunden wurde und die auf 101/300 datiert wird, ist belegt, dass Timotheus Tribun der Cohors III Batavorum war. Timotheus ließ die Inschrift für seine Frau Valeria Aemilia errichten, die mit 37 Jahren starb.